# 北海道道1174号発足前田線
北海道道1174号発足前田線（ほっかいどうどう1174ごう はったりまえだせん）は、北海道岩内郡共和町内を結ぶ一般道道（北海道道）である。

## 概要

### 路線データ
- 起点：北海道岩内郡共和町発足（北海道道818号発足線交点）
- 終点：北海道岩内郡共和町前田（国道276号交点、旧国鉄岩内線 前田駅）
- 総延長：4.779 km
- 実延長：2.579 km
- 重用延長：2.200 km

### 道路管理者
- 後志総合振興局 小樽建設管理部 共和出張所

## 歴史
- 2006年（平成18年）11月29日 - 路線認定[1]。
  - 北海道道839号前田停車場線の終点を延長し、起終点を入れ替え。839号は同日廃止[2]。

## 路線状況

### 重複区間
- 北海道道269号蕨岱国富停車場線（共和町発足）

### 道路施設

#### 主な橋梁
- 睦橋（148 m、堀株川、共和町発足 - 共和町前田）

## 地理

### 通過する自治体
- 後志総合振興局
  - 岩内郡共和町

### 交差する道路
共和町
- 北海道道269号蕨岱国富停車場線 - 発足（重複）
- 北海道道818号発足線 - 発足（起点）
- 国道276号 - 前田（終点）

### 沿線にある施設など
- 発足郵便局
- きょうわ農業協同組合発足支所